# クルズリサ
クルズリサ（9月7日 - ）は、日本の歌手である。「エロワイルドでセクシーな演歌歌手」。宮城県生まれ、東京都在住。血液型はO型。おとめ座。

## 来歴
幼少時に腎不全に罹患し、8歳の時に母親から生体腎移植を受けた。
2010年　日本テレビ ｢歌スタ｣ 合格。
2014年 - 2017年は、ダンスボーカルユニット3dots and moreに、2017年 - 2019年は、ダンスボーカルユニットRaspberry Kissにそれぞれ所属した。

## ディスコグラフィ

### 3dots and more時代
- 「preview」
- 「LIFE IS A PARTY」
- 「IDOLoid」

### Raspberry Kiss時代
- 「GET OUT」
- 「AXIS」

### ソロ活動
- 「大空にかける希望の虹」
- 「危険なジョージ」
- 「さやめき」